# Jacob Cohen
Jacob Cohen (ur. 1923, zm. 20 stycznia 1998) – amerykański statystyk i psycholog. Opracował jedną z miar wielkości efektu tzw. d Cohena, a także współczynnik rzetelności Kappa Cohena. Cohen stworzył pojęcie krzywych mocy.

## Ważniejsze prace
- Statistical Power Analysis for the Behavioral Sciences
- Life Values and Adolescent Mental Health (wspólnie z Patricią Cohen)